# NGC 2442
NGC 2442 = NGC 2443 (auch Fleischerhaken-Galaxie) ist eine Balken-Spiralgalaxie mit aktivem Galaxienkern vom Hubble-Typ SBbc im Sternbild Fliegender Fisch am Südsternhimmel. Sie ist schätzungsweise 56 Millionen Lichtjahre von der Milchstraße entfernt und hat einen Durchmesser von etwa 120.000 Lichtjahren. Die Galaxie ist gekennzeichnet durch zwei asymmetrische Spiralarme. Gemeinsam mit drei weiteren Galaxien bildet sie die NGC 2442-Gruppe oder LGG 147. Das Objekt wurde am 23. Dezember 1834 von dem britischen Astronomen John Herschel entdeckt.

## Charakteristiken

### Spiralarme und intergalaktische Wechselwirkungen

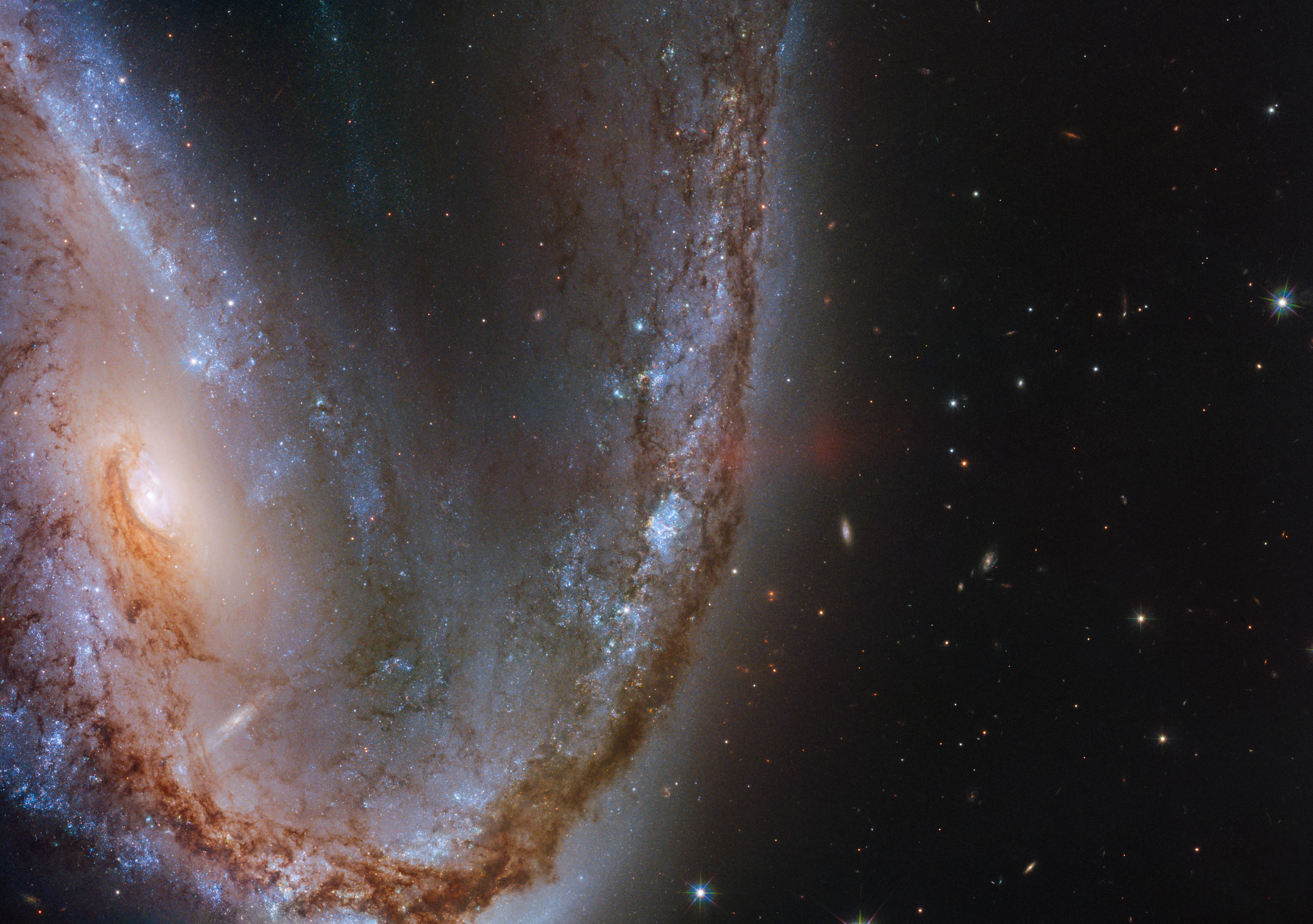
Detailansicht des „nördlichen“ langen Spiralarms und des aktiven Galaxienkerns von NGC 2442

Überall in der Galaxie und insbesondere in dem längeren der beiden Spiralarme finden sich lilafarbene und rötliche Nebelregionen bestehend aus Wasserstoffgas. Die Molekülwolken erscheinen im langen Spiralarm als fast vollständig durchgehendes dunkles Band. Durch die intensive Strahlung junger Sterne wird das Gas, aus denen sie einst entstanden sind, lokal zu einem rötlichen Leuchten angeregt. Die Spiralarme der Galaxie stellen die Regionen mit höchster Sternbildungsrate (SFR) dar, was anhand der Analyse von Bilddaten des IR-Imaging bei den Wellenlängen 8 und 24 µm ermittelt werden konnte (IRAC). Auf Basis der Hα-Emissionsverteilung lässt sich eine stärkere SFR im langen Spiralarm ableiten. Auslöser für die Sternentstehung in NGC 2442 war vermutlich die Wechselwirkung mit einer anderen Galaxie. Die Turbulenzen, die dadurch verursacht wurden, sorgten in einigen Bereichen für eine Kompression des Gases und lösten so den Kollaps der Wolke und damit den Starburst aus. Nach heutigen Erkenntnissen wurde das durch die Gezeitenkräfte verlagerte Gas der Molekülwolken, beim gravitationsbedingten Rückfluss zur Galaxiescheibe stark komprimiert und begünstigte so ihre Konversion zu H-II-Gebieten. Die verzerrte Form der Galaxie ist sehr wahrscheinlich das Ergebnis dieser Begegnung. Ein Kandidat dafür wäre die rund 2 Millionen Lichtjahre weiter entfernte Galaxie PGC 21457. Weiterhin befindet sich NGC 2442 in Interaktion mit einer Wolke aus intergalaktischem Medium (HIPASS J0731–69). Infolge der Passage durch HIPASS J0731–69 erfahren ihre charakteristisch gestreckten Spiralarme den Effekt des ram-pressure stripping (RPS) bei dem das Gas des interstellaren Mediums durch das anströmende Gas des intergalaktischen Mediums komprimiert wird. Am langen Spiralarm entsteht hierbei die Bugstoßwelle, sichtbar an der scharfen Kante im Bereich des Spiralarmbogens, während hinter diesem ein Schweif aus interstellarem Medium verläuft. Aus anderen Galaxien wie beispielsweise NGC 2276 ist bekannt, dass Gezeitenkräfte und radial zur Galaxiescheibenebene wirkendes RPS die Struktur einer Galaxie nachhaltig verändern können, wobei auch die SFR durch Kompression bzw. Ausdünnen des ISM lokal moduliert wird. Entsprechend wird auch das RPS als Faktor für die anhaltende Sternenentstehung entlang der Spiralarme diskutiert. Die galaktische mittlere SFR liegt bei ca. 6 M☉a−1 bzw. 4,2 M☉a−1 (nur auf Basis von Hα).

### Galaxiekern
Der als LINER-klassifizierte Galaxiekern besitzt einen Kernring (CNR) mit einem Durchmesser von ca. 1,6 kpc, der im Infrarot bei 8 μm nachgewiesen werden konnte (PAK-Emission).

## Supernovae in NGC 2442
In NGC 2442 wurden die Supernovae SN 1999ga (Typ IIL), SN 2015F (Typ Ia) und SN 2016jbu (Typ IIn) beobachtet. SN 1999ga wurde am 19. November am Perth-Observatorium entdeckt. Ihre scheinbare Helligkeit lag bei ca. 19 mag.

## NGC 2442-Gruppe (LGG 147)
| Galaxie   | Alternativname | Entfernung/Mio. Lj |
| --------- | -------------- | ------------------ |
| NGC 2397  | PGC 20766      | 52                 |
| NGC 2434  | PGC 21325      | 53                 |
| NGC 2442  | PGC 21373      | 56                 |
| PGC 20690 | AM 0720-723    | 58                 |